# Dětmarovice
Dětmarovice (in polacco Dziećmorowice, in tedesco Dittmarsdorf) è un comune della Repubblica Ceca facente parte del distretto di Karviná, nella regione della Moravia-Slesia.